# Nestanîci, Radehiv
Nestanîci (în ucraineană Нестаничі) este un sat în comuna Vuzlove din raionul Radehiv, regiunea Liov, Ucraina.

## Demografie
Componența lingvistică a localității Nestanîci
     Ucraineană (99,64%)
     Alte limbi (0,36%)
Conform recensământului din 2001, majoritatea populației localității Nestanîci era vorbitoare de ucraineană (99,64%), existând în minoritate și vorbitori de alte limbi.